# Miconia brevipes
Miconia brevipes är en tvåhjärtbladig växtart som beskrevs av George Bentham. Miconia brevipes ingår i släktet Miconia och familjen Melastomataceae. Inga underarter finns listade i Catalogue of Life.